# اقبالیه (نظرآباد)
اقبالیه (نظرآباد)، روستایی از توابع بخش تنکمان شهرستان نظرآباد در استان البرز ایران است.
اقبالیه (نظرآباد) روستایی در استان البرز و شهرستان نظرآباد است که در بخش تنکمان و دهستان تنکمان جنوبی قرار دارد. این روستا در نزدیکی سهیلیه و شهرک زعفرانیه واقع شده و به دلیل موقعیت جغرافیایی مطلوب، از مناطقی است که در سال‌های اخیر مورد توجه علاقه‌مندان به ویلاسازی و سرمایه‌گذاری ملکی قرار گرفته است.
این روستا از طریق جاده سهیلیه قابل دسترسی بوده و فاصله کمی تا اتوبان کرج-قزوین دارد که امکان رفت‌وآمد به تهران و کرج را آسان می‌کند. اقبالیه دارای زمین‌های حاصلخیز کشاورزی و باغی است که در آن محصولات مختلفی مانند گندم، جو، سیب و گردو تولید می‌شود.

## جمعیت
این روستا در دهستان تنکمان جنوبی قرار دارد و براساس سرشماری مرکز آمار ایران در سال ۱۳۸۵، جمعیت آن ۴۹۴ نفر (۱۲۳خانوار) بوده‌است.